# ベルク presents 乃木坂46の乃木坂に相談だ!
『ベルク presents 乃木坂46の乃木坂に相談だ!』（ベルク プレゼンツ のぎざかフォーティーシックスののぎざかにそうだんだ!）は、TOKYO FMで2021年4月2日より放送しているラジオ番組である。

## 概要
乃木坂46・4期生の清宮レイと松尾美佑の初冠レギュラーラジオ番組。10代のパーソナリティである2人が様々な世代の視聴者からの色々な相談を募集し、時には体当たりで無茶な相談にも挑戦する。
番組ハッシュタグは「#乃木談」。
音声配信アプリのAuDeeでは放送終了後、本編未公開トークを加えてアーカイブ配信している。
TOKYO FMで月 - 木曜昼枠に放送されている『山崎怜奈の誰かに話したかったこと。』関連で、パーソナリティ・山崎怜奈の話題が多いため姉妹番組となった。
2024年7月12日放送分で清宮レイがパーソナリティを卒業し翌週の7月19日放送分より、新たに田村真佑がパーソナリティとなった。

## 出演者

### パーソナリティ
- 松尾美佑（乃木坂46）放送開始 -
- 田村真佑（乃木坂46）2024年7月19日放送分 - [10]

### 過去のパーソナリティ
- 清宮レイ（乃木坂46[注 4]）放送開始 - 2024年7月12日放送分[注 3][11][12]

### 代理パーソナリティ
松尾の代理
- 賀喜遥香（乃木坂46）2022年4月15日・21日放送分[注 5][13][14][15]

清宮の代理
- 黒見明香（乃木坂46）2022年9月16日・23日・10月14日・21日放送分[注 6][16][17][18][19][20]
- 柴田柚菜（乃木坂46）2022年9月30日・10月7日・28日・11月4日放送分[注 6][21][22][23][24]

### ゲスト
- 山崎怜奈（乃木坂46[注 4]）2022年7月8日放送分[25]
- 秋元真夏（乃木坂46[注 4]）2023年2月24日放送分[26]
- 賀喜遥香（乃木坂46）・早川聖来（乃木坂46[注 4]）2023年8月18日放送分[27]

## 放送日時
| 放送期間       | 放送時間           | 放送局   | 対象地域 | 備考                 |
| -------------- | ------------------ | -------- | -------- | -------------------- |
| 2021年4月2日 - | 金曜 20:30 - 20:55 | TOKYO FM | 東京都   | [ 29 ] [ 30 ] [ 31 ] |

## コーナー

### 現在のコーナー
乃木坂に相談だ!
リスナーから様々な相談を募集して答えるコーナー。
松尾が代わりに物申～す!
リスナーが不満に思うこと、人にまつわる話題、物申したい台詞（暴言や罵倒するような言葉は禁止）を募集して松尾があなたに代わり物申すコーナー。
ふつおた
二人に知って欲しいこと、番組の感想、普通のお便りをリスナーから募集して読むコーナー。
まゆちゃんとみゆちゃんのコンビ名は何だろな～!
松尾と田村のコンビ名をリスナーから募集するコーナー。
教えて！まゆたん先生！！
田村先生に答えてもらいたい素朴な疑問を募集するコーナー。

### 過去のコーナー
レイの白黒ジャッジ
清宮がリスナーの2択の悩みに白黒をつけていくコーナー。
松尾の大学パリピ生活
松尾が大学生活を楽しむべくパリピを目指していくコーナー。
大人への"ごまのすり方"教えてください
松尾と清宮の二人が、今までやって効果があった"ごますり"テクニックをリスナーから募集するコーナー。
乃木イジり
松尾と清宮にイジって欲しい乃木坂46のメンバーとイジってもらいたい内容を募集して読むコーナー。
余計なひと言
リスナーがこれまで人から言われてずっと引っかかっていたり、自分が言わなきゃよかったと後悔している「余計なひと言」を募集して読むコーナー。
私の名前なんつうの～～?
自分の名前があまりしっくり来ていない？という清宮と松尾に合いそうな名前を募集するコーナー。
これNG なんです〜〜!
リスナーのNGな事を募集するコーナー。
これってヤバくない!?
二人が誕生する前（主に昭和）の最近ではあまり聞かないような日常的な生活や著名人のヤバい出来事等、リアルな仰天エピソードを多岐にわたりリスナーから募集し紹介するコーナー。
目指せ！ツッコミニスト!
清宮と松尾が最高のツッコミをマスターできるよう目標を立て、二人のレベルに合ったボケメールを募集して目標を達成出来るようにするコーナー。
レイちゃんとみゆちゃんのコンビ名は何だろな～!
松尾と清宮のコンビ名をリスナーから募集するコーナー。
レイ セイミヤのStudy Diary
リスナーから英語を含んだ日記を募集して清宮が完璧な発音で読むコーナー。
乃木坂アフタースクール - 学生限定
仕事があるので、あまりキャンパスライフをエンジョイしきれていない二人が、未体験の情報をリスナーから募集して学生気分に浸る為のコーナー。

## イベント
- 公開収録イベント
  - （2023年12月19日）[47]
- 公開収録イベント
  - （2025年3月25日）[48][49]